# Wake Forest
Wake Forest é uma cidade  localizada no estado norte-americano de Carolina do Norte, no Condado de Wake.

## Demografia
Segundo o censo norte-americano de 2000, a sua população era de 12.588 habitantes.
Em 2006, foi estimada uma população de 22.651, um aumento de 10063 (79.9%).

## Geografia
De acordo com o United States Census Bureau tem uma área de
20,5 km², dos quais 20,2 km² cobertos por terra e 0,3 km² cobertos por água. Wake Forest localiza-se a aproximadamente 118 m acima do nível do mar.

## Localidades na vizinhança
O diagrama seguinte representa as localidades num raio de 24 km ao redor de Wake Forest.